# Fédération de Grèce de basket-ball
La Fédération de Grèce de Basket-ball (en grec : Ελληνική Ομοσπονδία Καλαθοσφαίρισης ou EOK) est une association, fondée en 1932, chargée d'organiser, de diriger et de développer le basket-ball en Grèce, d'orienter et de contrôler l'activité de toutes les associations ou unions d'associations s'intéressant à la pratique du basket-ball.
La FEB représente le basket-ball auprès des pouvoirs publics ainsi qu'auprès des organismes sportifs nationaux et internationaux et, à ce titre, la Grèce dans les compétitions internationales. Elle défend également les intérêts moraux et matériels du basket-ball grec. Elle est affiliée à la Fédération internationale de basket-ball amateur (FIBA) depuis 1932.